# Georg von Trapp
Georg Ludwig von Trapp, född 4 april 1880 i Zadar, Österrike-Ungern (i nuvarande Kroatien), död 30 maj 1947 i Stowe, Vermont, var en österrikisk riddare och marinofficer (örlogskapten) och make till Maria von Trapp. Han är främst känd som den verkliga förebilden till Kapten von Trapp i musikalen Sound of Music.

## Biografi

### Första äktenskapet
Georg von Trapp var först gift med Agathe Whitehead (1891–1922), barnbarn till Robert Whitehead, uppfinnaren av den första moderna torpeden. Paret gifte sig 1911 och fick sju barn tillsammans. Agathe dog den 3 september 1922 i scharlakansfeber. Familjen köpte då en villa i en förort till Salzburg.

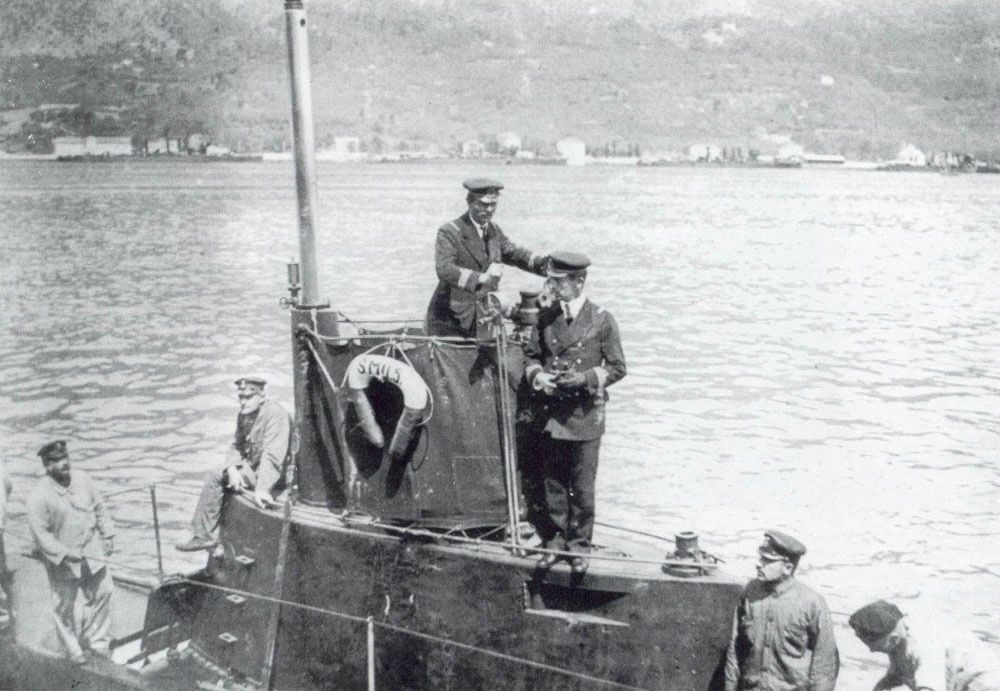
Under 1910-talet verkade von Trapp som österrikisk ubåtskapten (här på kommandobryggan, 1915).

År 1926 fick Maria, en av Trapps döttrar, scharlakansfeber. Hon var därför borta från skolan en lång tid, så under hennes tillfrisknande anställde Georg Maria Kutschera, från klostret i Nonnberg, som hennes privatlärare.

### Andra äktenskapet
Trapp gifte sig 47 år gammal med Maria Kutschera, 22 år, den 26 november 1927. De fick tre barn tillsammans.
1935 investerade Trapp sin förmögenhet, som han hade ärvt av sin första fru, i en bank i England. Men samtidigt var de österrikiska bankerna i en prekär situation på grund av ekonomisk press från Tyskland. För att hjälpa en vän i bankvärlden flyttade Trapp nästan alla sina tillgångar till en österrikisk bank; tyvärr misslyckades det, vilket lämnade familjen nästan helt barskrapad. Som Maria skriver i sin bok, blev Georg djupt deprimerad av händelsen, helt oförmögen att engagera sig i produktiva aktiviteter. Han tyckte att det var under familjens värdighet att sjunga offentligt för att tjäna pengar eller ens att arbeta. Att sjunga hade enbart varit en hobby för familjen innan alla pengarna försvann.
Maria fann sig själv i en omöjlig situation, utan pengar och med en man som inte var kapabel att försörja sin familj. Hon tog då befäl över familjen och började arrangera små konserter där familjen kunde uppträda, för att få in lite pengar. Ungefär samtidigt kom en katolsk präst, Franz Wasner, och bodde hos dem; han kom att bli familjens musikaliska manager under 20 år.
Enligt Maria von Trapps memoarer fann Trapp sig i en obekväm situation 1936. Han hade blivit erbjuden ett prestigefullt uppdrag i den tyska flottan. Men eftersom han var en stark motståndare till nazismen tackade han nej. Till skillnad från i musikalen Sound of Music fanns det inte något tvång att ta tjänsten i Tredje rikets flotta eftersom Österrike inte hade blivit anslutet till Tyskland ännu. Men erbjudandet gjorde familjen uppmärksam på den oroliga politiska situation som rådde och de bestämde sig för att lämna Österrike. En annan skillnad mellan verkligheten och musikalen är att familjen inte flydde över Alperna till Schweiz utan tog ett tåg mitt på dagen över till Italien. Eftersom Trapp var född i Zadar som under tiden hade hunnit bli italienskt, och nu hette Zara, var han italiensk medborgare och därmed även hans hustru och barn. Familjen åkte sedan med båt över till Amerika för att ge sin första konsertturné, sen tillbaka till Europa för att turnera i Skandinavien, 1939. Sen återvände de till USA för att slutligen 1941 slå sig ner i Stowe, Vermont. 1942 köpte de en farm på 2,7 km2 som de omvandlade till The Trapp Family Lodge. Där byggde de sitt hem som de kallade Cor Unum (Ett hjärta).
Georg Ludwig von Trapp dog i lungcancer den 30 maj 1947 i Stowe, Vermont.